# 庫林達奔龍屬
庫林達奔龍屬又譯古林達奔龍或庫琳達奔龍，是一種具有原始羽毛的鳥臀目恐龍，亦為新鳥臀類的原始成員。化石發現於今西伯利亞的南部地區，出土於侏羅紀中期地層。
庫林達奔龍有別於以往發現的有羽毛恐龍，在其化石上可以同時觀察到鱗片和羽毛。這對古生物學家而言有些不尋常，但也正好可以為恐龍羽毛的研究提供進一部線索，發現有羽毛的原始鳥臀目恐龍顯示羽毛在鳥臀目恐龍中可能是很常見的構造，這個推測也可延伸至更廣的範圍：大部分的恐龍可能都帶有羽毛。

## 特徵描述

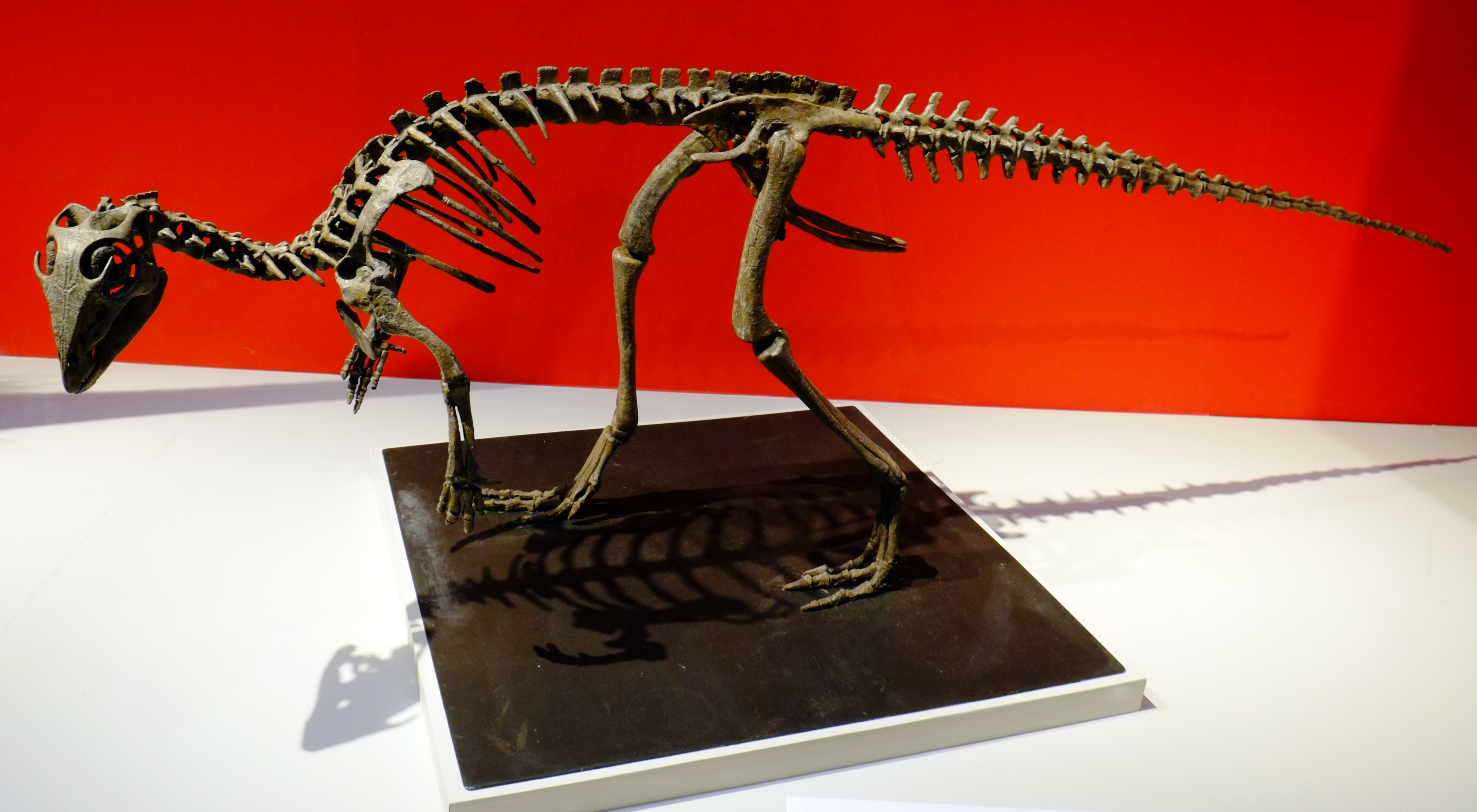
重建骨架

庫林達奔龍的全長估計達 1 至 1.5 公尺，體重約 2 公斤。和其他原始的新鳥臀類恐龍一樣，庫林達奔龍是採雙足步態行走與奔跑的中小型植食性恐龍，具有頗短的頭部和前肢，以及相對修長的後肢與尾部。